# Chen Yaoye
Chen Yaoye (陳耀燁T, 陈耀烨S, Chén YàoyèP; Pechino, 16 dicembre 1989) è un goista cinese di grado 9 dan.
Detiene il primato di vittorie del torneo cinese Tianyuan (otto vittorie consecutive dal 2009 al 2016) e del torneo internazionale Tengen Cina-Corea (cinque vittorie, di cui tre consecutive tra il 2011 e il 2013), di cui è stato anche l'ultimo vincitore.

## Biografia
Allievo di Li Ang, all'età di 16 anni aveva già battuto Lee Chang-ho, all'epoca il miglior giocatore di Go al mondo. Vinse il Campionato cinese di Go del 2005 con 7 vittorie e 2 sconfitte. All'epoca aveva 15 anni e 9 mesi, il più giovane giocatore cinese a vincere il torneo. Dopo aver battuto Lee nella decima Coppa LG, ottenne altre due vittorie in quel torneo per passare alla finale. Nel marzo 2006 affrontò Gu Li nella finale della decima Coppa LG: Chen perse le prime due partite, ma vinse le due successive pareggiando 2–2; si andò alla quinta partita, che Chen perse. Fu promosso 9 dan nel 2007 dopo essere arrivato secondo dietro Lee Se-dol nella Coppa TV asiatiche.
Nel giugno 2013 sconfisse per 2-1 Lee Se-dol nella finale della nona Chunlan Cup, vincendo così il suo primo titolo internazionale individuale.
Nel 2016 Chen vinse la Coppa Bailing sconfiggendo il sudcoreano Park Jung-hwan nei quarti, il sudcoreano Shin Jin-seo per 2–0 in semifinale e il connazionale Ke Jie per 3–1 in finale, ottenendo tre vittorie sui migliori tre giocatori al mondo in quel momento.
Lo stile di Chen è caratterizzato dalla sua forte preferenza per fare subito territorio, in maniera simile a Cho Chikun.

## Palmarès
| Nazionali               | Nazionali                 | Nazionali               |
| Titolo                  | Vittorie                  | Secondi posti           |
| ----------------------- | ------------------------- | ----------------------- |
| Campionato cinese di Go | 1 (2005)                  |                         |
| CCTV Cup                | 1 (2010)                  | 1 (2007)                |
| Ahan Tongshan Cup       |                           | 4 (2003, 2011, 2015–16) |
| Changqi Cup             | 1 (2012)                  |                         |
| Mingren                 | 2 (2013-2014)             | 1 (2015)                |
| Longxing                |                           | 1 (2016)                |
| Jinli Smartphone Cup    |                           | 1 (2017)                |
| Tianyuan                | 8 (2009-2016)             | 1 (2017)                |
| Coppa Weifu Fangkai     |                           | 1 (2009)                |
| Totale                  | 13                        | 10                      |
| Continentale            |                           |                         |
| Titolo                  | Vittorie                  | Secondi posti           |
| Tengen Cina-Corea       | 5 (2009, 2011–2013, 2015) | 2 (2010, 2014)          |
| Kuksu Mountains         | 1 (2019)                  |                         |
| Totale                  | 6                         | 2                       |
| Internazionale          |                           |                         |
| Titolo                  | Vittorie                  | Secondi posti           |
| LG Cup                  |                           | 1 (2006)                |
| Asian TV Cup            |                           | 1 (2007)                |
| Chunlan Cup             | 1 (2013)                  |                         |
| Coppa Bailing           | 1 (2016)                  | 1 (2013)                |
| Tianfu Cup              | 1 (2018)                  |                         |
| Totale                  | 3                         | 3                       |
| Totale di carriera      |                           |                         |
| Totale                  | 22                        | 15                      |